# Max Arfsten
Maximilian Michael „Max” Arfsten (ur. 19 kwietnia 2001 w Fresno) – amerykański piłkarz występujący na pozycji skrzydłowego, reprezentant Stanów Zjednoczonych, od 2023 roku zawodnik Columbus Crew.